# Halina Gołczowa

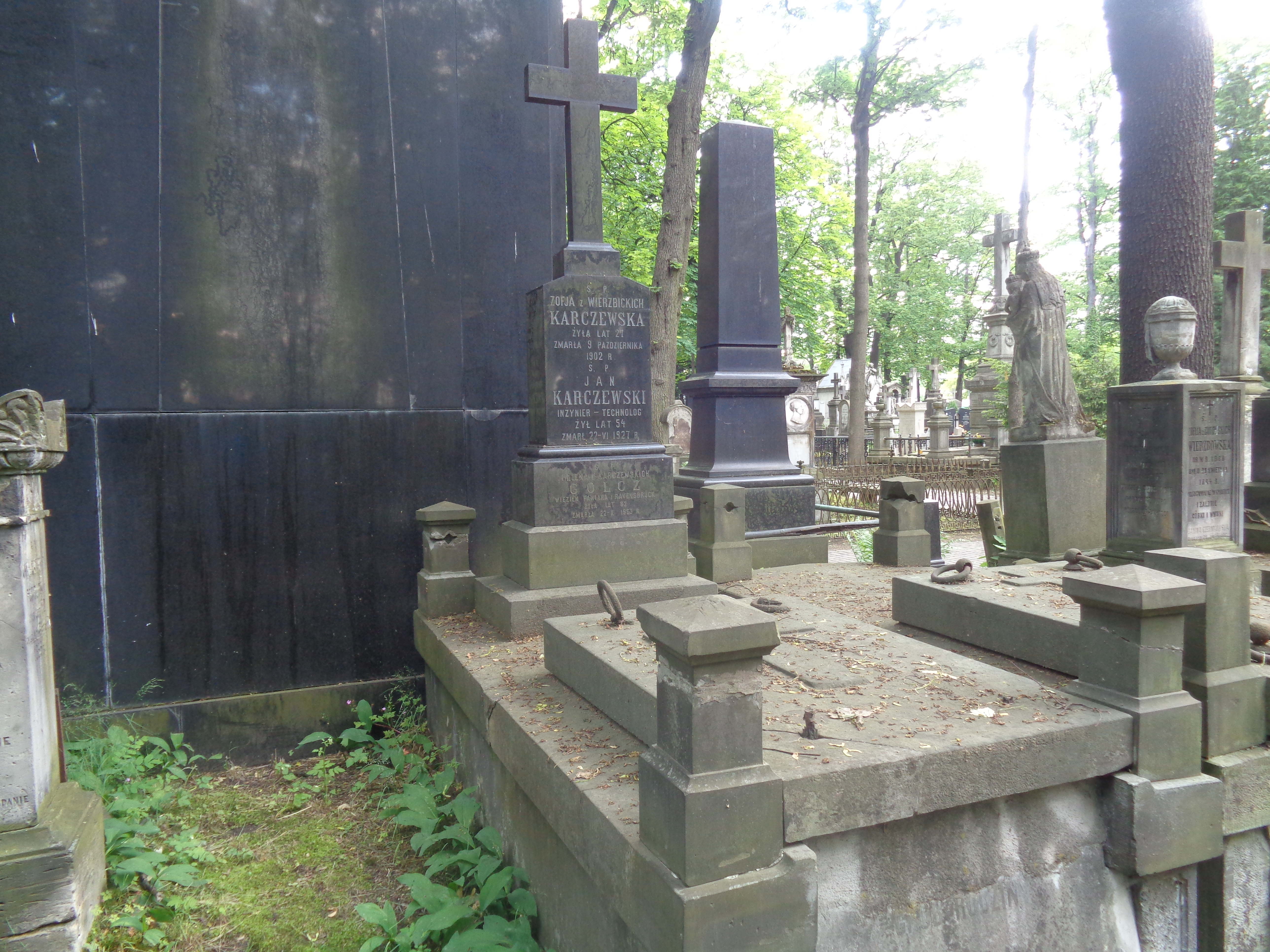
Grabmal auf dem Powązki-Friedhof

Halina Gołczowa (geborene Karczewska, * 1901 in Warschau, Weichselland (Russland); † 1963 ebenda) war eine polnische Dichterin der Zeit des Zweiten Weltkriegs sowie Ravensbrück-Überlebende.

## Leben
Gołczowa arbeitete bis zum Ausbruch des Zweiten Weltkriegs als Lehrerin. Nach dem deutschen Überfall auf Polen ging sie in den Untergrund. Ihr Ehemann Mariusz Stanisław Golcza wurde 1939 von der Roten Armee interniert und 1940 beim Massaker von Katyn ermordet. Sie selbst wurde 1941 von der Gestapo verhaftet und im Gefängnis Pawiak interniert und von dort ins KZ Ravensbrück überstellt. Im Konzentrationslager schrieb sie für ihre Mithäftlinge Gedichte über das Lagerleben. 1943 musste sie Zwangsarbeit in Neubrandenburg leisten. Dort verlor sie ein Auge und erkrankte an Rheuma. Sie überlebte dank der Hilfe von Mitgefangenen. Nach der Befreiung des Lagers kehrte sie nach Polen zurück und arbeitete in Sozialeinrichtungen. Sie schrieb Kinderliteratur und Gedichte für Kinder, die in den Magazinen Świerszczyk und Płomyczek veröffentlicht wurden. Gleichwohl verschlechterte sich aufgrund der durchlittenen Lagerhaft ihr Gesundheitszustand stetig und sie wurde bald zum Pflegefall. Zudem erblindete sie vollends. In den letzten Lebensjahren wurde sie von ihrer einstigen Mitgefangenen Olga Nider-Dickman gepflegt. Nach ihrem Tod wurde sie im Familiengrab auf dem Powązki-Friedhof beigesetzt.